# Carballotorto (La Coruña)
Carballotorto (llamado oficialmente Carballo Torto) es un lugar español situado en la parroquia de Villarraso, del municipio de Aranga, en la provincia de La Coruña, Galicia.

## Demografía
| Gráfica de evolución demográfica de Carballotorto entre 2000 y 2018 |
|                                                                     |
| Datos según el nomenclátor publicado por el INE.                    |